# Stefan (Gordiejew)
Stefan, imię świeckie Siergiej Iwanowicz Gordiejew (ur. 5 lipca 1966 w Czeboksarach) – rosyjski biskup prawosławny.

## Życiorys
Absolwent szkoły średniej i szkoły technicznej (1984). W latach 1984–1987 odbywał zasadniczą służbę wojskową. Po jej ukończeniu podjął naukę w moskiewskim seminarium duchownym, a następnie Moskiewskiej Akademii Duchownej, którą ukończył w 1995 z tytułem kandydata nauk teologicznych. Został zatrudniony w Akademii jako asystent inspektora. 5 kwietnia 1996 złożył wieczyste śluby mnisze przed rektorem Akademii, arcybiskupem wieriejskim Eugeniuszem. 10 kwietnia 1996 został wyświęcony na hierodiakona, zaś 19 maja tego samego roku – na hieromnicha. We wrześniu 1996 został prorektorem szkoły duchownej w Czeboksarach. W 2000 otrzymał godność igumena.  
W październiku 2011 Święty Synod Rosyjskiego Kościoła Prawosławnego nominował go na biskupa ałatyrskiego, wikariusza eparchii czeboksarskiej i czuwaskiej. W związku z tym 14 października 2011 otrzymał godność archimandryty. Jego chirotonia biskupia odbyła się 25 grudnia 2011 w cerkwi św. Nikity w Moskwie, z udziałem konsekratorów: patriarchy moskiewskiego i całej Rusi Cyryla, metropolitów sarańskiego i mordowskiego Warsonofiusza, czeboksarskiego i czuwaskiego Barnaby, arcybiskupa wieriejskiego Eugeniusza, biskupów ułan-udeńskiego i buriackiego Sawwacjusza, sołniecznogorskiego Sergiusza, krasnosłobodskiego i tiemnikowskiego Klemensa i ardatowskiego i atiaszewskiego Beniamina.
We wrześniu 2012 został ordynariuszem nowo powołanej eparchii kanaskiej.